# Rybářský přístav (Sopoty)
Rybářský přístav (polsky Przystań rybacka) je jediným rybářským přístavem ve městě Sopoty (Sopot) se nachází v městské čtvrti Karlikowo na promenádě Aleja Wojska Polskiego na pobřeží Gdaňského zálivu Baltského moře v Pomořském vojvodství v Polsku. Místo patří mezi turisticky vyhledávané destinace a nachází se přibližně 1,12 km od Mola v Sopotech.

## Historie a další informace
Tento malý rybářský přístav je fenoménem, protože existuje nepřetržitě od 13. století do současnosti a zachoval si částečně svojí starobylou atmosféru. Rybáři obvykle v noci vyrážejí na moře a vracejí se za svítání. Dne 5. června 1999 místo navštívil papež Jan Pavel II.

## Další informace
Na místě se nachází oblíbená písečná pláž, rybářské kutry, prodejny ryb, restaurace, piknikové stoly, Rybářské muzeum a Kaplička sopotských rybářů.
Místo se nachází u ústí Karlikowského potoka.
Místo je přístupné po pobřežní cyklostezce a turistické stezce.

## Galerie

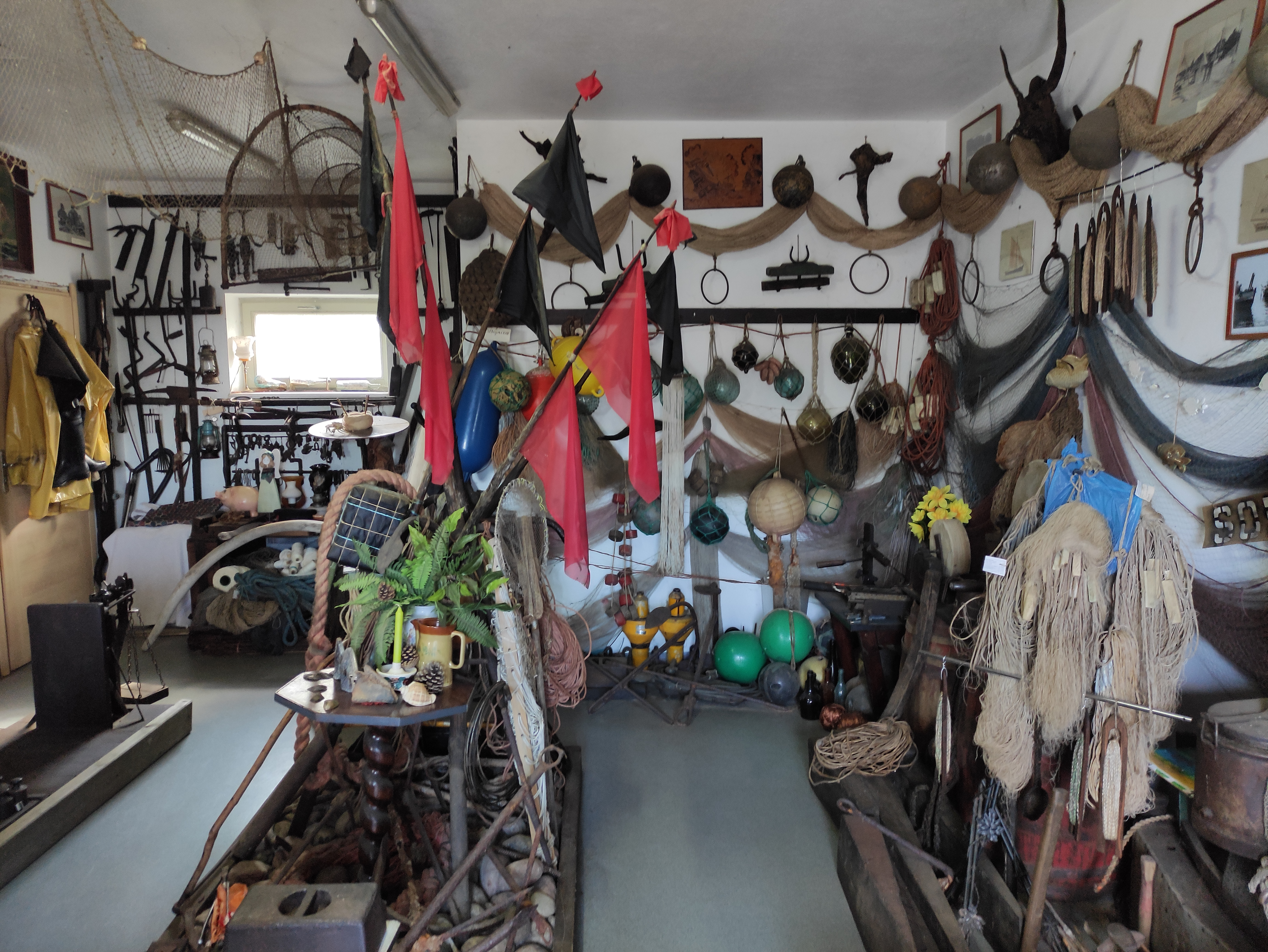
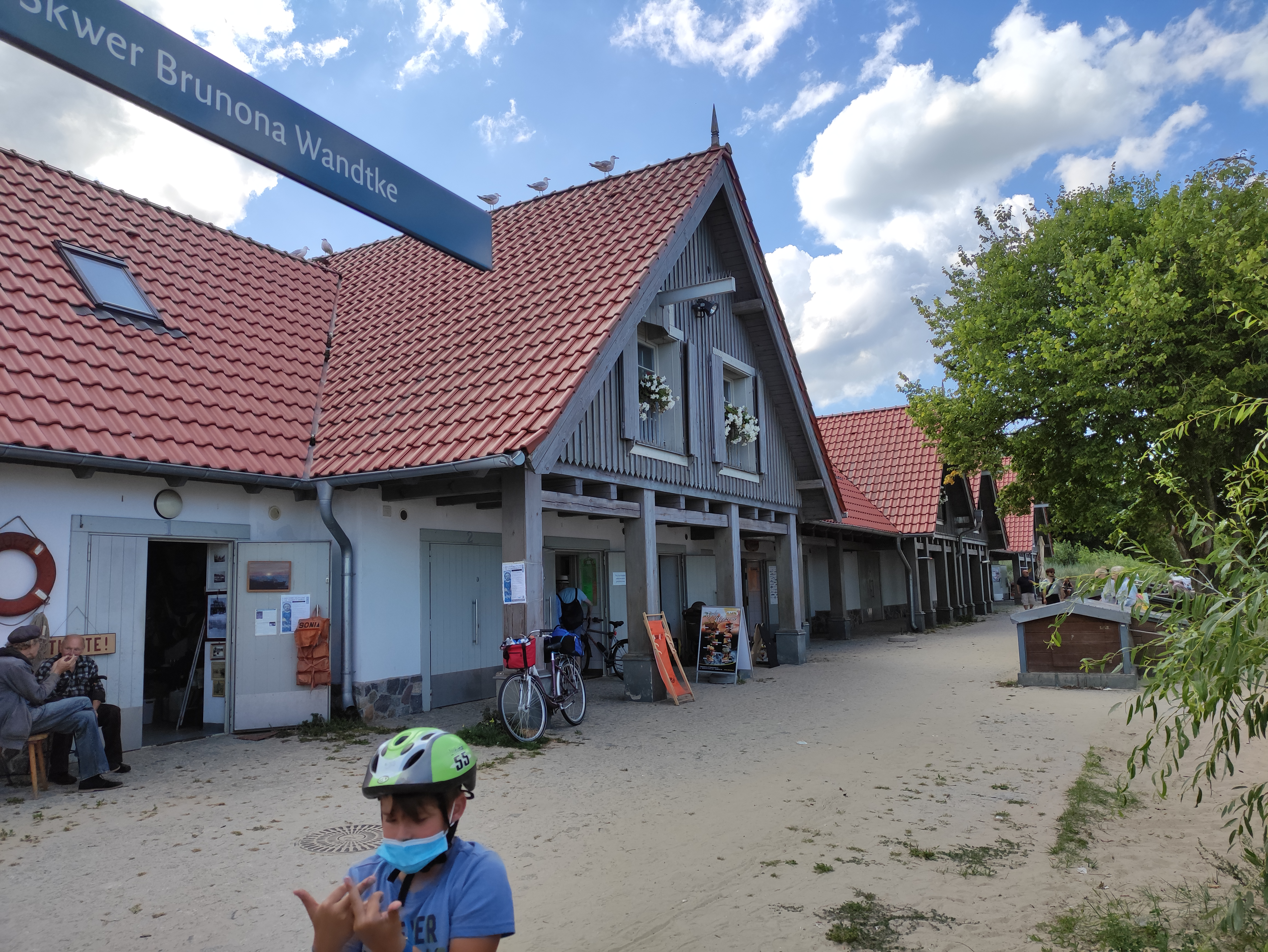
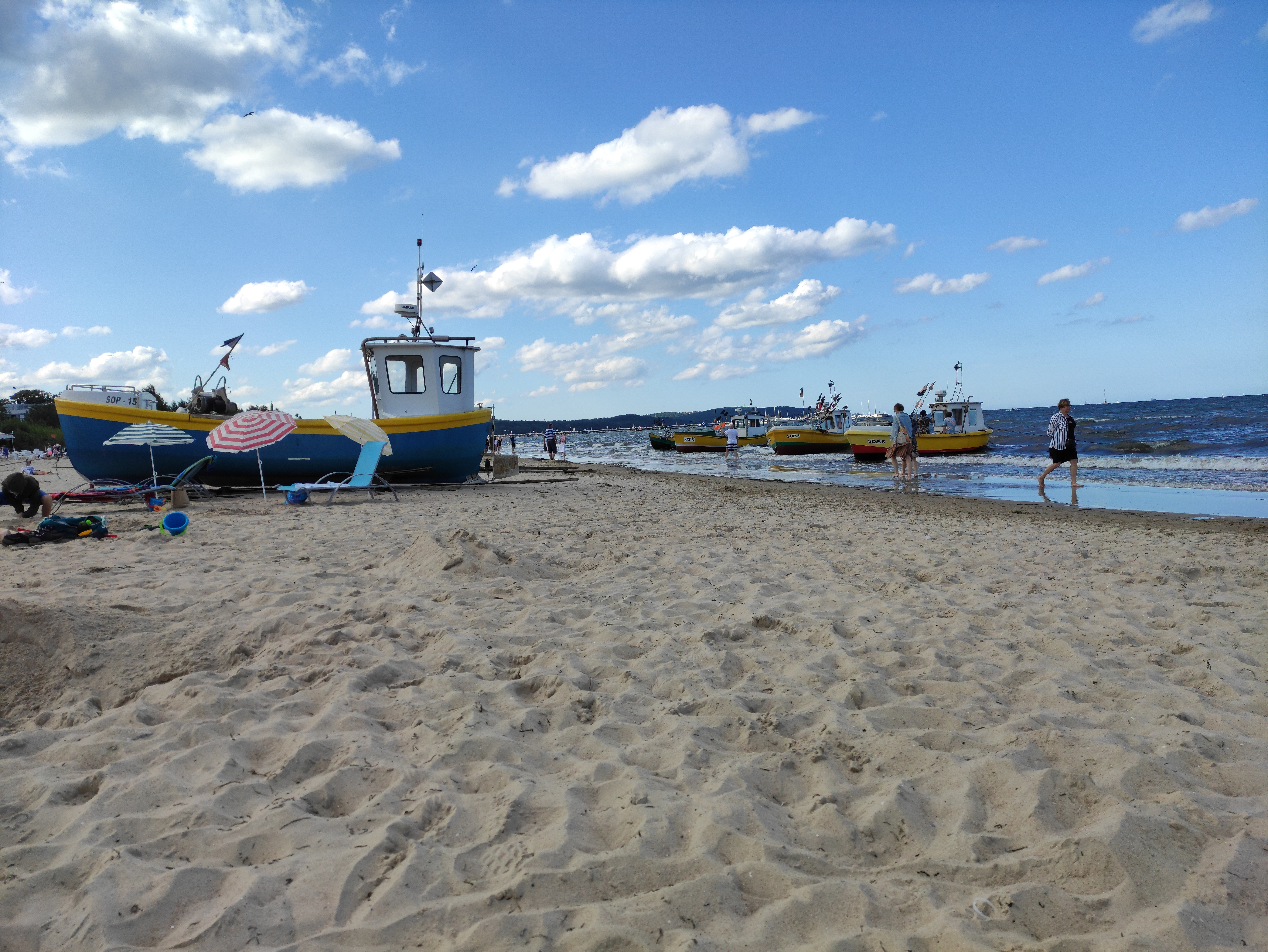